# Dédougou (département)
Cet article concerne le département et la commune urbaine. Pour la ville chef-lieu, voir Dédougou.
Dédougou est un département et une commune urbaine, situé dans la province du Mouhoun et la région de la Boucle du Mouhoun au Burkina Faso.

## Géographie

### Situation et environnement
Le département est bordé à l'ouest et au nord-est par le fleuve Mouhoun, l'un des plus grands cours d'eau du pays. Au nord, il est gonflé par les eaux du Sourou où il forme un confluent frontalier.

### Démographie
Le département et la commune rurale de Dédougou est composé d’une multitude d’ethnies, dont la principale est l’ethnie bwaba.
- En 2012, il comptait 87 841 habitants[1].
- En 2019, il comptait 123 973 habitants[2].

## Administration

### Villes et villages
Le département de Dédougou est administrativement composé d’une ville chef-lieu (données de population de 2006 consolidées et actualisées en 2012), également chef-lieu de la province et de la région :
- Dédougou (totalisant 39 738 habitants), subdivisée en 6 secteurs urbains :

- Secteur 1 (3 176 habitants)
- Secteur 2 (8 646 habitants)
- Secteur 3 (5 432 habitants)
- Secteur 4 (2 236 habitants)
- Secteur 5 (7 322 habitants)
- Secteur 6 (12 050 habitants)

et de trente-sept villages ruraux (totalisant 48 103 habitants) :
- Bana (334 habitants)
- Bokuy (812 habitants)
- Boron (680 habitants)
- Dankuy (429 habitants)
- Débé (291 habitants)
- Fakouna (3 740 habitants)
- Hapérékuy (952 habitants)
- Kamandéna (1 221 habitants)
- Kari (2 136 habitants)
- Karo (3 417 habitants)
- Konandia (1 359 habitants)
- Koran (779 habitants)
- Koré (1 843 habitants)
- Koukatenga (1 462 habitants)
- Kouna (186 habitants)
- Lonkakuy (365 habitants)
- Magnimasso (1 412 habitants)
- Makuy (250 habitants)
- Massala (2 076 habitants)
- Naokuy (1 021 habitants)
- Oulani (3 033 habitants)
- Parade (1 076 habitants)
- Passakongo (3 286 habitants)
- Sagala (589 habitants)
- Soakuy (207 habitants)
- Sokoura (1 662 habitants)
- Soukuy (1 059 habitants)
- Souri (4 056 habitants)
- Taré (293 habitants)
- Tiankuy (506 habitants)
- Toroba (4 049 habitants)
- Wétina (516 habitants)
- Worokuy (971 habitants)
- Yonkuy (608 habitants)
- Zakuy (262 habitants)
- Zéoula (848 habitants)
- Zéoulé (317 habitants)

## Transports
Nous avons des compagnies de transport tels que STAF, FTS,